# 格里夫施泰特
格里夫施泰特是德国图林根州的一个市镇。总面积5.06平方公里，总人口252人，其中男性123人，女性129人（2020年12月31日），人口密度49.8人/平方公里。